# Charles Frederick Millspaugh
Charles Frederick Millspaugh ( 20 de junio de 1854, Ithaca - 16 de septiembre de 1923) fue un botánico y micólogo estadounidense.
Era hijo de John Hill Millspaugh y de Marion E. Cornell. Estudia en la Universidad Cornell de 1872 a 1873, y obtiene en Nueva York su doctorado en Medicina en 1881.
Se casa con Mary Louisa Spaulding el 19 de septiembre de 1877. Practicará la profesión liberal en Binghamton de 1881 a 1890; en Waverly de 1890 a 1891, para luego enseñar Botánica en la "Universidad de Virginia del oeste, de 1891 a 1893. A partir de 1894, es conservador en el Departamento de Botánica del Museo Field de Historia Natural de Chicago; y, desde 1895, enseña Botánica económica en la Universidad de la ciudad y, a partir de 1897, igualmente en la Escuela de Medicina. En 1910, tres años después del deceso de su mujer, se casa con Clara Isabel Mitchell.

## Algunas publicaciones
- American Medicinal Plants. An illustrated & descriptive guide to the American plants used as homoeopathic remedies, etc. Boericke & Tafel, New York, 1884
- Con Lawrence William Nuttall (1857-1933), Flora of Santa Catalina Island. Chicago, 1895
- Contribution to the Flora of Yucatan. 1896
- Plantæ Utowanæ. Plants collected in Bermuda, Porto Rico, St. Thomas, Culebras, Santo Domingo, Jamaica, Cuba, The Caymans, Cozumel, Yucatan, & the Alacran Shoals. Dec. 1898 to Mar. 1899, etc. Chicago, 1900
- Flora of the island of St. Croix. 1902
- Flora of the Sand Keys of Florida. Chicago, 1907
- Revisión de la obra de Charles McIlvaine (1840-1909) y de Robert K. McAdam. Toadstools, Mushrooms, Fungi, edible & poisonous. One thousand American fungi... Bobbs-Merrill Co., Indianápolis, 1912
- The living flora of West Virginia. 1913
- Con Earl Edward Sherff (1886-1966). New Species of Xanthium & Solidago. Chicago, 1918
- Revision of the North America species of Xanthium. 1919
- Con Nathaniel Lord Britton (1859-1934), The Bahama flora. Chicago, 1920, reeditado por Hafner, NY, 1962
- Con Lawrence William Nuttall (1857-1933), Flora of Santa Catalina Island. 1923
- Herbarium organization. 1925

## Honores
Millspaugh fue miembro de diversas sociedades científicas como la American Academy of Arts and Sciences y admitido como miembro honorario de numerosas universidades extranjeras.

### Eponimia
- (Polygonaceae) Millspaughia B.L.Rob.[1]

- (Polygonaceae) Neomillspaughia S.F.Blake[2]

## Fuente
- Allen G. Debus (dir.) 1968. World Who’s Who in Science. A Biographical Dictionary of Notable Scientists from Antiquity to the Present. Marquis-Who’s Who. Chicago : xvi + 1855 pp.

- La abreviatura «Millsp.» se emplea para indicar a Charles Frederick Millspaugh como autoridad en la descripción y clasificación científica de los vegetales.[3]